# Iowa Park (Teksas)
Iowa Park je grad u američkoj saveznoj državi Teksas. Prema popisu stanovništva iz 2010. u njemu je živjelo 6.355 stanovnika.